# 1951년 대한민국
이 문서는 1951년 대한민국에서 일어난 사건을 다룬다.

## 재임자
- 대통령 : 이승만
- 부통령 : 이시영

## 사건
- 1월 4일 - 한국 전쟁: 대한민국 국군이 서울에서 퇴각하다. (1·4 후퇴)
- 1월 17일 - 한국 전쟁: 중국군과 북조선의 인민군이 서울을 함락하다.
- 2월 1일 - 한국 전쟁: 유엔 총회가 중국을 침략자로 선언하다.
- 2월 7일 - 한국 전쟁: 육본 일반명령 제31호에 의거, 대한민국 국군에 군종제도가 실시되다.
- 2월 10일 - 거창양민학살사건 : 공비 소탕을 명목으로 경상남도 거창군 신원면에서 민간인 학살이 발생하였다.
- 3월 14일 - 한국 전쟁: 대한민국 국군이 서울을 함락된지 2개월만에 수복하다.
- 4월 11일 - 한국 전쟁: 해리 S. 트루먼 당시 미국 대통령이 한반도에 대한 더글러스 맥아더 장군의 권한을 정지하였다.
- 7월 10일 - 한국 전쟁: 개성시에서 휴전 회담 개시.
- 8월 10일 - 울산항선 완공
- 8월 16일 - 서울 ~ 부산간 전화 개통
- 9월 4일 - 유엔군, 한국전쟁에 소련군이 참전했다고 발표.
- 9월 6일 - 한국전쟁: 매슈 리지웨이 유엔군 사령관, 정전회담 장소로 판문점 제의
- 9월 20일 - 한국전쟁: 대한민국 이승만 대통령, 중공군 철수 등 4개항의 6.25 휴전 조건 제시
- 10월 6일 - 대한민국과 일본, 도쿄서 해방후 첫 한일회담 예비회의 개최
- 10월 8일 - 한국 전쟁: 휴전회담 장소가 판문점으로 결정되다.

## 탄생
- 1월 31일 - 기업인 원세훈.
- 2월 25일 - 야구 해설위원 허구연.
- 2월 26일 - 사회운동가 강내희.
- 3월 2일 - 
  - 방송인 송지헌.
  - 정치인 안홍준.
- 3월 15일 - 
  - 디자이너 권영걸.
  - 바둑 기사 및 바둑해설가 노영하.
- 3월 20일 - 배우, 전 문화체육관광부 장관 유인촌.
- 4월 14일 - 교수, 시인, 소설가, 수필가 마광수.
- 4월 21일 - 배우 김영애.
- 5월 22일 - 배우 고두심.
- 6월 10일 - 전 야구 선수 권두조.
- 7월 17일 - 성우 오세홍.
- 8월 5일 - 방송인 엄기영.
- 8월 20일 - 전 경남기업 회장, 전 국회의원 성완종.
- 8월 27일 - 정치인 김문수.
- 9월 20일 - 정치인 김무성.
- 10월 11일 - 배우 김자옥.
- 10월 17일 - 기업인 정몽준.
- 12월 20일 - 가수 오승근.
- 12월 22일 - 성우 송도영.

## 사망
- 1월 5일 - 
  - 한국의 독립 운동가 서재필.
  - 대한민국의 소설가 김동인.
- 6월 20일 - 한국의 시인 김상용.

## 같이 보기
- 1951년 대한민국의 영화 목록